# Microstylum basalis
Microstylum basalis är en tvåvingeart som beskrevs av Enrico Adelelmo Brunetti 1928. Microstylum basalis ingår i släktet Microstylum och familjen rovflugor. Inga underarter finns listade i Catalogue of Life.